# Claus de fundació hurrites
Les claus de fundació hurrites, també conegudes com els lleons d'Urkesh, són dos claus de fundació bessones amb forma cadascuna d'un lleó que probablement provenen de l'antiga ciutat d'Urkesh (la moderna modern Tell Mozan) a Síria. Les claus foren col·locades a la fonamentació del temple de Nergal a la ciutat d'Urkesh tal com es mencionava a les inscripcions cuneiformes fetes en elles. La inscripció que hi ha a les dues claus i la taula de pedra associada són els textos trobats més antics escrits en la llengua hurrita. Un dels lleons es troba junt a la taula de pedra calcària al Museu del Louvre a París. El segon lleó es troba exposat al Metropolitan Museum of Art, a Nova York.

## Descripció
Les claus de fundació estan datats en el període accadi . Foren ficats a la fonamentació del temple de Nergal, el déu de l'inframón, durant la seua construcció. Les claus foren dipositades per protegir i preservar el temple i el príncep hurrita d'Urkesh, Tish-atal, qui el dedicà. La part superior de les figures mostra un lleó rugint amb les potes davanteres estirades cap avant, mentre la part inferior acaba amb una clau grossa. El lleó posa les seues urpes sobre una placa de coure amb inscripcions coneiformes. La placa de coure i les urpes del lleó foren fetes de manera separada i després foren unides. L'ús de figures de lleons per protecció era quelcom comú a l'antiga Mesopotàmia, però els lleons d'Urkesh són únics pel seu ús com a claus de fundació.

### Lleó del Louvre i la taula
El lleó que es troba al Louvre mesura 12.2 per 8.5 centimetres (4.8 per 3.3 in) mentre la placa unida mesura 8.5 centimetres (3.3 in) d'amplària. La inscripció de la placa de coure està en gran part esborrada però les parts llegibles confirmen que és una còpia de la inscripció cuneiforme trobada a la taula de pedra. La taula blanca de roca calcària, que cap dins la placa de coure i mesura 10 per 9 centimetres (3.9 per 3.5 in), porta la segünet inscripció:
"Tishatal, [Endan] rei d'Urkesh, ha construït un temple per al déu Nergal. Que el déu Nubadag protegisca aquest temple. Que Nubadag destruïsca qui pretenga destruir[-lo]; que el seu déu no li escolte les pregàries. Que la Senyora de Nagar, [el déu solar] Shimiga, i el déu de la tempesta [maleïsca 10.000 vegades qui tracte de destruir-lo]."
La inscripció és el text conegut més antic escrit en llengua hurrita. La taula de pedra fou enterrada junt a la clau de metall tal com és evidenciat per les marques d'òxid de caure de la taula, i les marques invertides de la taula a l'òxid de la placa de coure.

### Lleó del Metropolitan Museum of Art

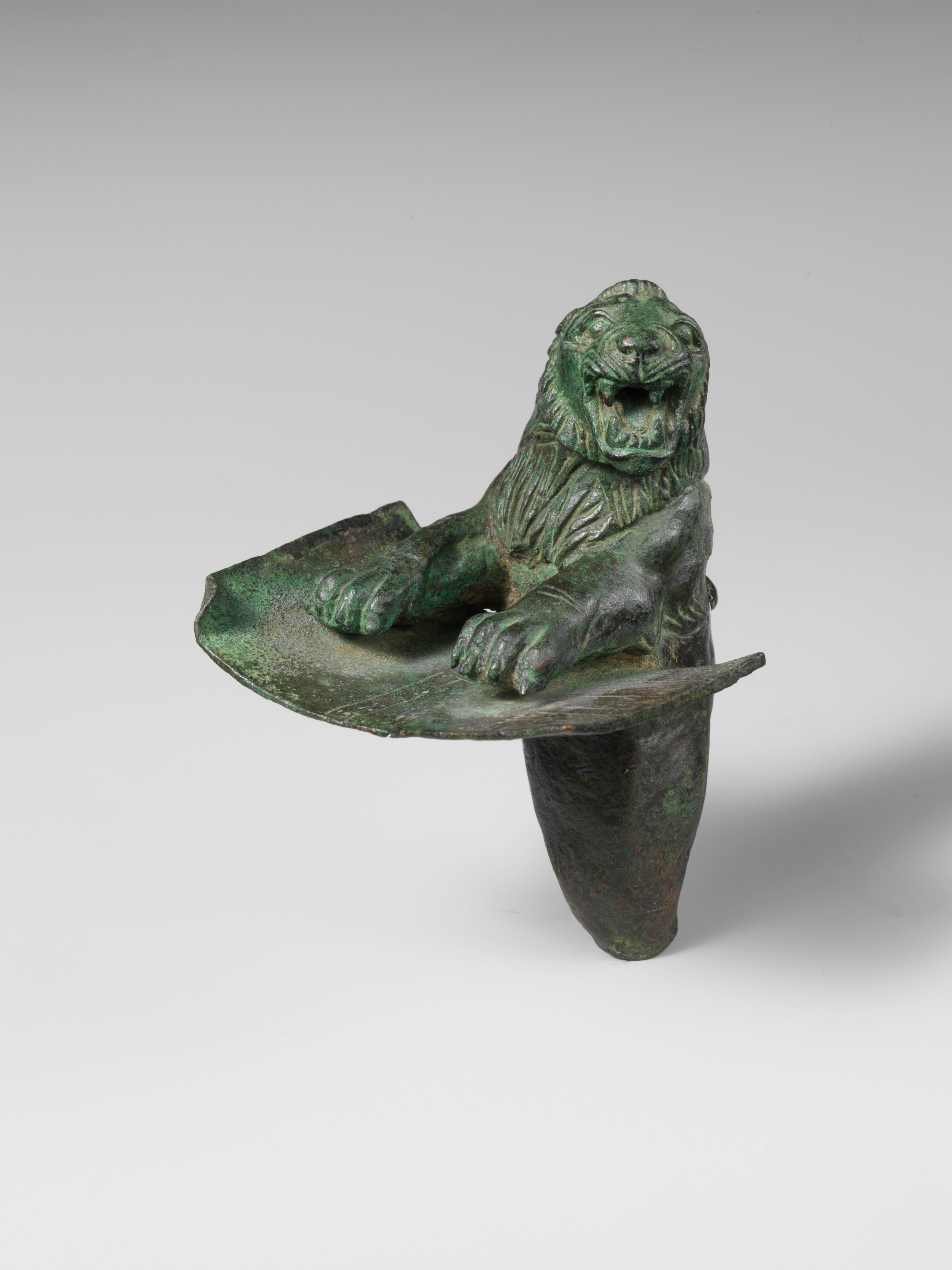
Clau de fundació en forma de la part davantera d'un lleó, Metropolitan Museum of Art.

El lleó del museu de Nova York mesura 11.7 per 7.9 centimetres (4.6 per 3.1 in) i encara que fou fet amb un motle distint al del lleó del Louvre, és considerat estilísticament el mateix. La taula de coure encara té traces llegibles de les inscripcions cuneiformes. Les inscripcions comprenien 14 línies. Les línies 1–12 foren tallades entre la vora de la placa i la pota esquerra davantera del lleó. Les línies 13 i 14 foren tallades horitzontalment entre les dues potes davanteres del lleó. Les parts llegibles pareixen confirmar que el text escrit és també una còpia de la inscripció completa trobada en la taula de pedra del Louvre.

## Adquisició
Cap artefacte té un registre de les seues adquisicions i, per tant, el seu recorregut no pot ser confirmat. El lleó del Louvre i la taula de pedra que l'acompanya foren adquirides en 1948 d'un venedor d'antiguitats de París. El lleó del museu de Nova York també va ser adquirit el 1948 d'un comerciant d'antiguitats de Nova York amb fons del llegat de Joseph Pulitzer.